# Gábor Vona
Gábor Vona (ur. 20 sierpnia 1978 w Gyöngyös jako Gábor Zázrivecz) – węgierski polityk, w latach 2006–2018 przewodniczący Ruchu na rzecz Lepszych Węgier (Jobbik), parlamentarzysta.

## Życiorys
Studiował historię i psychologię na Uniwersytecie im. Loránda Eötvösa w Budapeszcie, po czym pracował m.in. jako nauczyciel. W 2003 znalazł się wśród założycieli Ruchu na rzecz Lepszych Węgier zostając jednym z jego wiceprzewodniczących. 25 listopada 2006 objął funkcję przewodniczącego partii, zastępując na tym stanowisku Dávida Kovácsa. W sierpniu 2007 stanął na czele paramilitarnej organizacji Gwardia Węgierska, która w lipcu 2009 została rozwiązana orzeczeniem sądowym. W 2009 bez powodzenia ubiegał się o mandat europosła z 5. miejsca Ruchu na rzecz Lepszych Węgier. W wyborach w 2010 wybrano go na posła, następnie został przewodniczącym frakcji parlamentarnej partii Jobbik w Zgromadzeniu Narodowym. W wyborach w 2014 utrzymał mandat poselski na kolejną kadencję.
W 2018 ponownie dostał się do parlamentu. 8 kwietnia 2018 ogłosił rezygnację z kierowania partią, motywując to rozczarowującym wynikiem tych wyborów. Złożył też rezygnację z uzyskanego mandatu poselskiego. Wystąpił później z partii; w 2023 powołał nowe ugrupowanie 2RK.

## Życie prywatne
Zamieszkał w Újbudzie, XI dzielnicy Budapesztu; żonaty z historyczką Krisztiną Vona-Szabó, ma syna Benedeka (ur. 2005).